# جامعة سوينبرن التقنية
جامعة سوينبرن التقنية أو كما تسمى غالبًا (سوينبيرن) هي جامعة حكومية أسترالية مقرها الأصلي في مدينة ملبورن، بولاية فيكتوريا في أستراليا. تأسست في عام 1908 باسم «الكلية التقنية للضواحي الشرقية» من قبل جورج سوينبرن وذلك من أجل خدمة أولئك الذين لا يستطيعون الحصول على المزيد من التعليم في الضواحي الشرقية من ملبورن. يقع مقر الحرم الرئيسي في هوثورن (ملبورن)، وهي إحدى ضواحي ملبورن التي تقع على بعد 7.5 كم من منطقة ملبورن التجارية المركزية.
بالإضافة إلى الحرم الجامعي الرئيسي في هوثورن، توفر جامعة سوينبرن حرم جامعي في منطقة ملبورن الحضرية في وانتيرنا (Wantirna) وكرويدون (Croydon) بالإضافة أيضاً إلى حرم جامعي آخر خارج أسترايا يقع في «ساراواك» بماليزيا.
في تصنيف الجامعات العالمي (QS) لعام 2016، إحتلت سوينبرن المرتبة 32 في مجالات الفن والتصميم، مما يجعلها واحدة من أفضل مدارس الفن والتصميم في أستراليا والعالم.

## نبذه في لتاريخ
تعود أصول جامعة سوينبرن التقنية إلى «الكلية التقنية في للضواحي الشرقية»، والتي تأسست عام 1908 في ضاحية هوثورن في ملبورن على يد جورج سوينبرن . في عام 1913، غيرت المؤسسة إسمها إلى كلية سوينبرن التقنية. بعد ذلك، حصلت على تصنيفها كجامعة رسمية في 1 يوليو 1992 لتصبح بعد ذلك جامعة سوينبرن التقنية.

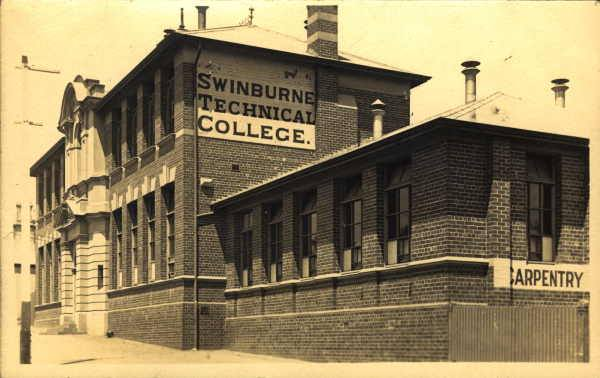
كلية سوينبرن التقنية عام (1940)

نتيجة لإصلاحات دوكينز (Dawkins) للتعليم العالي الأسترالي في أوائل التسعينيات، بدأت الجامعة التدريس في ضاحية براهران من خلال الاندماج مع كلية فيكتوريا في عام 1992 (سابقاً معهد براهران) (TAFE)،  الذي كان بارزاً كموقع من معهد فيكتوريا للتدريب الأول، (معهد براهران للميكانيكا).
في عام 1997، افتتحت جامعة سوينبرن حرماً جامعياً آخر في مدينة ليليديل بولاية فيكتوريا. في عام 1998، إندمجت مع معهد (Outer East) وبدأت العمل من الحرم الجامعي في كرويدون وانتيرنا.
و في عام 1999، أنشأ سوينبرن معهد يسمى بـ «المعهد الوطني لفنون السيرك» (NICA).
في عام 2000، افتتحت الجامعة حرماً جامعياً في ساراواك، ماليزيا، كشراكة بين الجامعة وحكومة ولاية ساراواك. وفي في فبراير من عام 2011، افتتحت الجامعة مركز التقنيات المتقدمة،  وهو مبنى مساحته 22000 متر مربع من التصميم المعماري الحديث في حرم هاوثورن،  المعروف محلياً باسم «مبشرة الجبن».
في أعقاب سلسلة انخفاض حادة في التمويل التي أعلنتها الحكومة الفيكتورية للتعليم المهني في مايو 2012،  أعلنت جامعة سوينبرن أنها ستغلق حرمها الجامعي في ليليديل وبراهان. تم إغلاق الحرم الجامعي Lilydale رسمياً في 1 يوليو من عام 2013. باعت الجامعة حرمها في براهران إلى معهد ملبورن الشمالية في TAFE في عام 2014.
في عام 2015، أطلقت سوينبرن «كلية الحقوق» وأصبحت أول جامعة في فيكتوريا لتمكين الطلاب من إكمال تدريبهم القانوني العملي خلال السنة الأخيرة من درجة القانون. 

## الفروع الجامعية
- حرم «هوثورن» هو حرم سوينبرن الرئيسي، ويستضيف مجموعة من البرامج المهنية لطلاب البكالوريوس والدراسات العليا.

- حرم «وانتيرنا» هو الحرم الجامعي المحدد لمعاهد (TAFE).[21] كما يقدم الحرم الجامعي دورات في مجالات تشمل الصحة والخدمات المجتمعية والفنون البصرية والأعمال والمحاسبة.[22]

- حرم «كرويدون» هو حرم TAFE الخاص، مع التركيز على التدريب في المهن مثل البناء والنجارة والكهرباء والسباكة.[23]

### حرم براهران
بينما أنه لم تعد جامعة سوينبرن تعمل في حرم براهران، إلا أن المعهد الوطني لفنون السيرك (NICA) لا يزال مقره هناك.

### حرم ساراواك، ماليزيا
يقع حرم جامعة سوينبرن التقنية بساراواك في كوتشينغ، ساراواك، ماليزيا.

### سوينبرن اون لاين
أدى مشروع الجامعة المشترك مع مؤسسات (SEEK Limited) إلى إنشاء منصة تعليمية عبر الإنترنت تدعي بـ Swinburne Online وذلك في عام 2011.

## الملف الأكاديمي

### التصنيف العالمي
قالب:Infobox Australian university rankingقالب:Infobox Australian university ranking جامعة سوينبرن معترف بها دولياً وذلك لإنتاجها من أبحاث وشراكات دولية.
تشتهر سوينبرن أيضاً بإنتاجها شراكة أكاديمية صناعية مطلوبة. 
حصلت سوينبرن على المرتبة رقم 75 في مجال الفيزياء من خلال التصنيف الأكاديمي للجامعات العالمية في عام 2014.
حصل سوينبرن أيضاً على المرتبة رقم 32 في العالم للفن والتصميم في تصنيفات جامعة كيو إس العالمية 2016، مما يجعلها واحدة من أفضل مدارس الفن والتصميم.
تم تصنيف سوينبرن في المرتبة رقم 75 للهندسة المدنية والفيزياء في قائمة أفضل 100 جامعة في الترتيب العالمي للمواد الدراسية في شنغهاي بحلول عام 2016.
تم تصنيف الجامعة في قائمة أفضل 40 موضوعاً في مجال الفنون والتصميم من خلال تصنيفات الجامعات لعام 2018 QS حسب الموضوع.
حققت سوينبرن أيضاً أداءً جيداً في تصنيفات جامعة تايمز للتعليم العالي العالمية بعام 2019، حيث احتلت سوينبرن المراتب الأولى بين 200 جامعة في مجال التعليم، والمراتب الأولى بين 300 جامعة في مجال علم النفس، والمراتب الأولى من بين 500 جامعة في مجال الأعمال والاقتصاد.
ُصُنفت كلية سوينبرن لإدارة الأعمال ضمن أعلى 25٪ في الاقتصاد والمؤسسات في أستراليا، حيث حازت كلية إدارة الأعمال على المركز رقم 265 في العالم وذلك بشهر أكتوبر في عام 2018.  احتلت سوينبرن المرتبة 351-400 في الدراسات التجارية والإدارية في عام 2019 من قبل QS World University Rankings .  كان هناك ثلاثة من برامج الماجستير في سوينبرن والتي احتلت المرتبة الأولى على مستوى العالم من قبل Eduniversal في عام 2018. تم تصنيف ماجستير إدارة الأعمال على الإنترنت في سوينبرن في أعلى 35 برنامج دولياً حسب تصنيف مجلة (CEO Magazine) في عام 2019.  ترتبط سوينبرن بمبادرة القيادة المسؤولة عالمياً  والمعتمدة من قبل AACSB  ومبادئ التعليم الإداري المسؤول（PRME. 

### كلية سوينبرن
تدير الجامعة أيضاً مشروع تعليمي تحت نطاقات وأنظمة الكليات وهي تسمى بـ Swinburne College. هذه الكلية مزودة بدورات تعليمية ومسارات لتعد وتهيئ الطلاب للدراسة الجامعية والدراسات العليا الأخرى. تشمل البرامج التي تقدمها كلية سوينبرن برامج اللغة الإنجليزية والدراسات التأسيسية والدبلومات وبرامج السنة المهنية. تعاونت كلية سوينبرن مع اتحاد كيوتو للدراسات اليابانية (Kyoto Consortium for Japanese Studies).

## هندسات معمارية

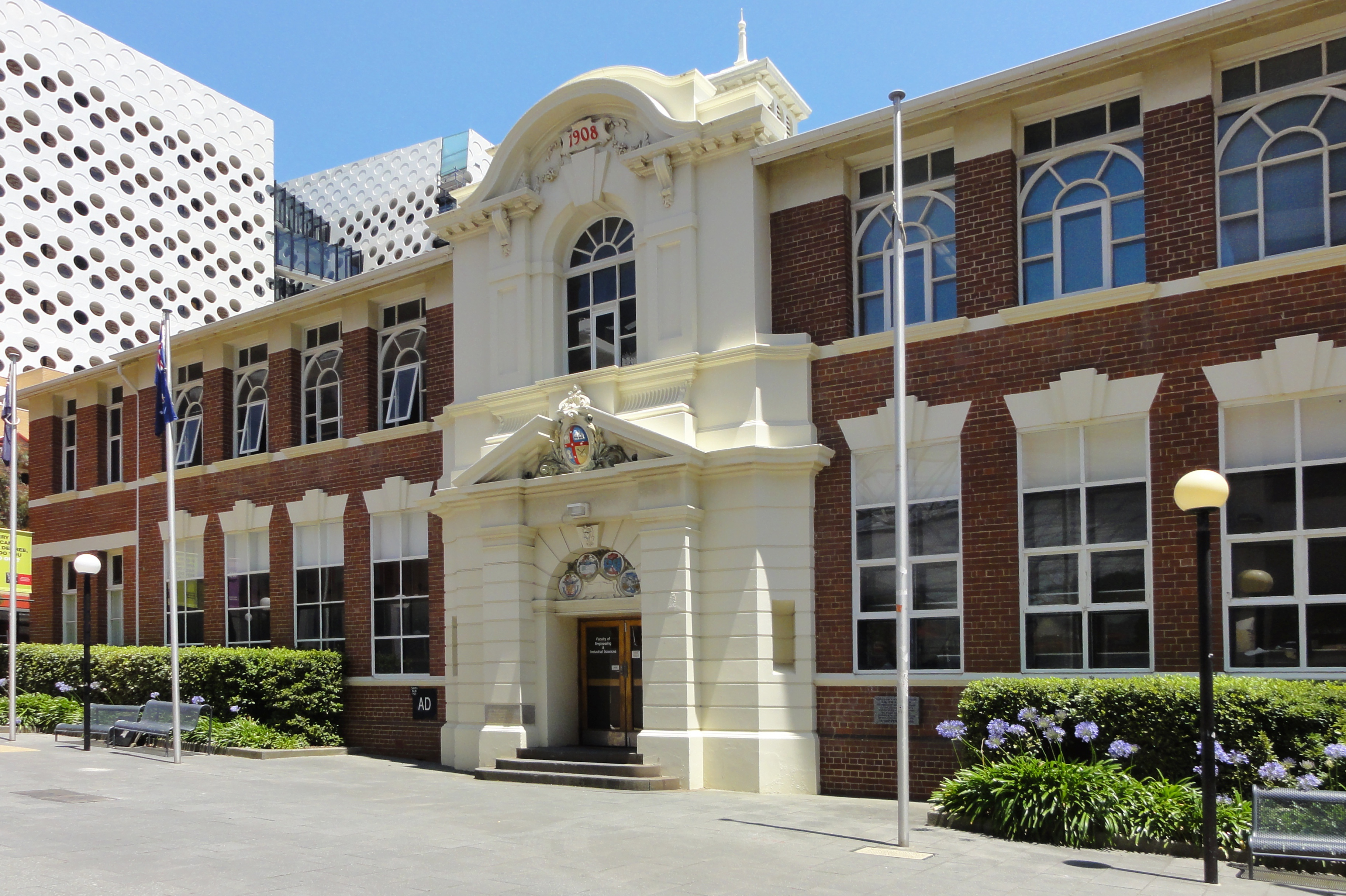
مبنى الإدارة القديم (1908)
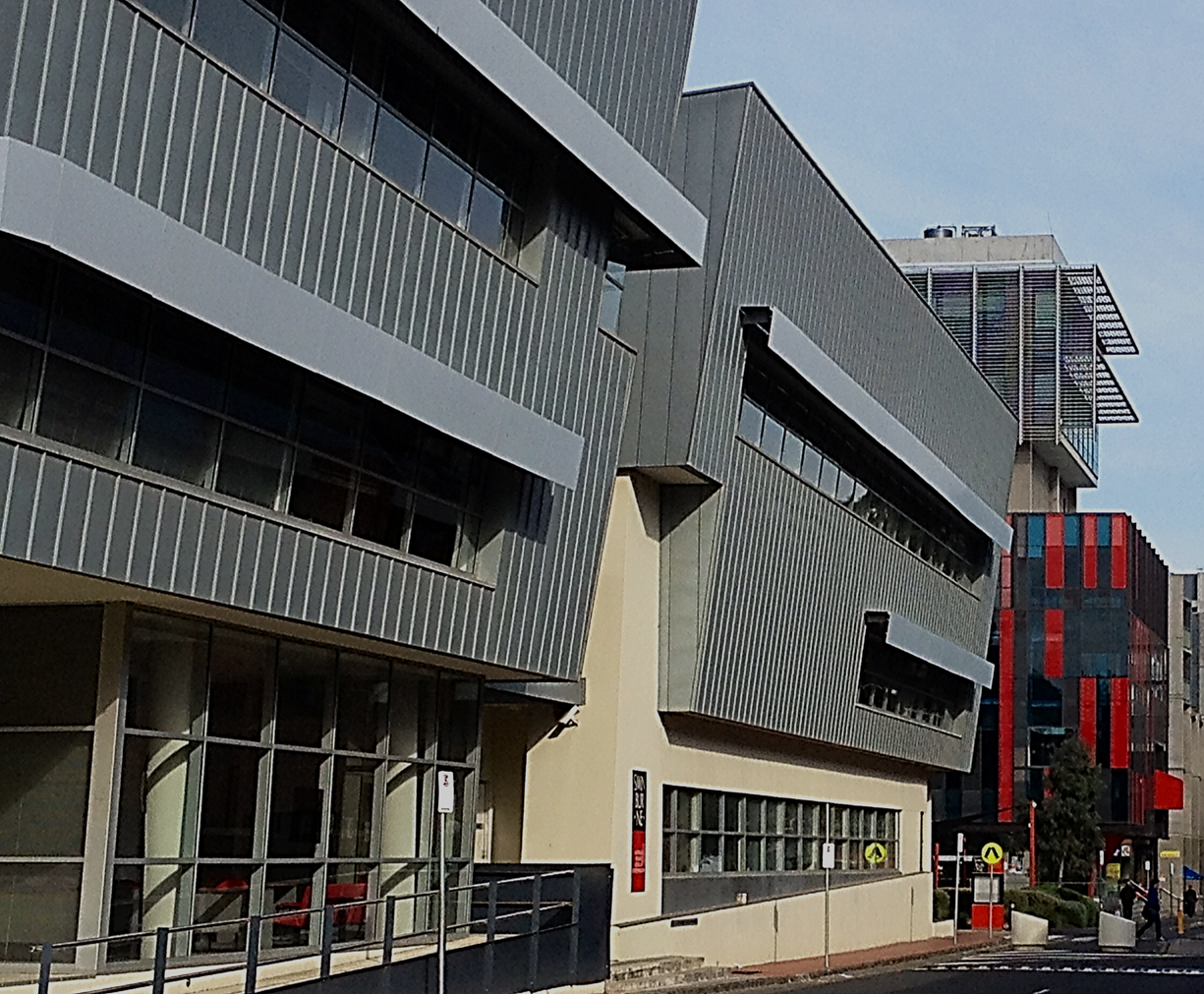
داريل جاكسون في كلية الدراسات العليا الأسترالية لريادة الأعمال (2001)
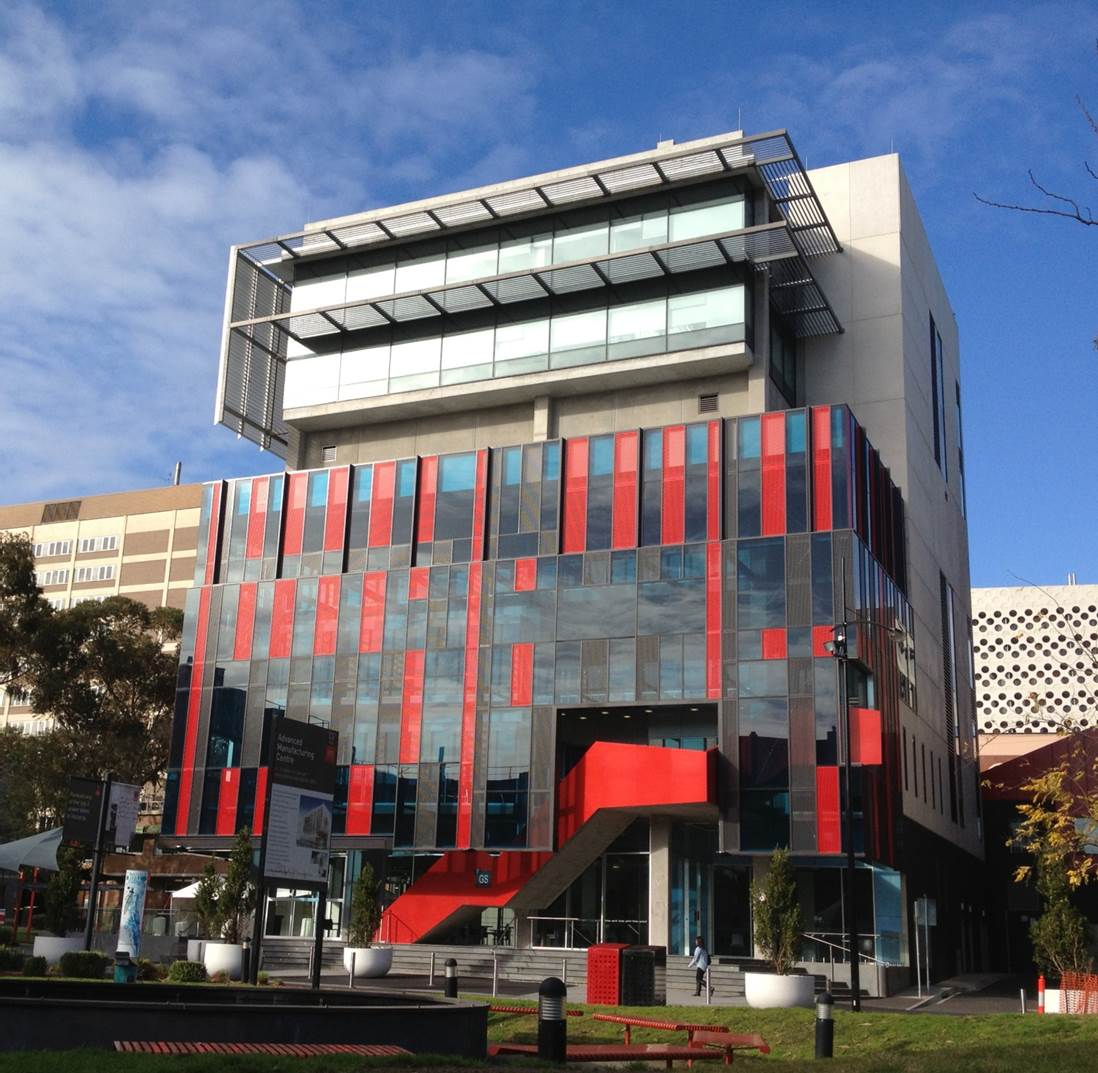
مبنى جورج سوينبرن ، المعروف أيضًا باسم "جورج" (2011)

## الحياة الطلابية

### اتحاد طلاب سوينبرن (SSU)
اتحاد طلاب سوينبرن (SSU) هي هيئة تمثيلية مستقلة للطلاب بجامعة سوينبرن التقنية في ملبورن، أستراليا. العضوية هي التقيد لجميع الطلاب.

## أعضاء ومنسوبي الكليات
| العضو               | المنصب في الكلية                                                                | المدة                    |
| ------------------- | ------------------------------------------------------------------------------- | ------------------------ |
| Ian Young           | نائب المستشار                                                                   | 2003-2011                |
| Alan Kin-Tak Lau    | نائب مدير أداء البحوث والتطوير                                                  |                          |
| Margaret Reid       | أستاذ في مركز العلوم الكمومية والبصرية                                          |                          |
| Lisa Given          | عميد مشارك في البحث والتطوير في كلية الصحة والعلوم والتصميم                     |                          |
| Ken Friedman        | عميد كلية التصميم                                                               |                          |
| Matthew Bailes      | أستاذ في كلية الفيزياء الفلكية والحوسبة الفائقة                                 |                          |
| Katharine Betts     | أستاذ مساعد مشارك في علم الاجتماع                                               |                          |
| Con Stough          | أستاذ علم الأعصاب وعلم النفس المعرفي                                            |                          |
| Arran Gare          | أستاذ مشارك في كلية الحياة والعلوم الاجتماعية                                   |                          |
| Lawrence Pendlebury | مدرس، ثم أصبح مدير مدرسة الفنون                                                 | 1946 - 1963, 1963 - 1974 |
| Per Mollerup        | أستاذ تصميم الاتصالات                                                           |                          |
| Jeremy Mould        | مسؤول في مركز الفيزياء الفلكية والحوسبة الفائقة                                 |                          |
| Michael Kyrios      |                                                                                 |                          |
| David Williamson    | محاضر في الهنسة الميكانيكية والديناميكا الحرارية، ومحاضر في علم النفس الاجتماعي | 1966 - 1970              |
| Karl Glazebrook     | أستاذ علم الفلك                                                                 | 1966 -                   |
| James Clancy Phelan | مدرس السنة الأولى في الخيال                                                     | 2016 -                   |
| Alan Duffy          | زميل باحث وأستاذ مشارك في مركز الفيزياء الفلكية والحوسبة الفائقة                |                          |
| Peter Hannaford     | مدير مركز أتوم للبصريات والطيف الفائق                                           |                          |

## خريجين متميزين
- أندرو دومينيك: مخرج سينمائي. Chopper (2000)، اغتيال جيسي جيمس من قبل الجبان روبرت فورد (2007)، Killing Them Softly (2012)، والوثائقي One More Time with Feeling (2016).
- مارك هارتلي: مخرج سينمائي، لا يوجد عدد كبير من أفلام هوليود: The Wild ، قصة لا توصف عن التذبذب! (2008) [44]
- ريتشارد لوينشتاين: مخرج سينمائي، "Autoluminescent" (فيلم وثائقي عن حياة رولاند إس. هوارد؛ 2011)، توفي مع فلافل في يده (2001)، Dogs In Space (1986)، "Strikebound" (1984)
- سكوت بندلبري (1914-1986): فنان منظر طبيعي وصورة؛ مدرس (1946-1963)، رئيس مدرسة الفنون (1963-1974) في كلية سوينبرن التقنية [45]
- سام هامينغتون: ممثل كوميدي نشط بشكل أساسي في كوريا الجنوبية
- أماندا هوارد: كاتبة جرائم حقيقية وأخصائية قاتلة متسلسلة

## إنظر أيضاً
{{stack|
- Centre for Astrophysics and Supercomputing
- List of universities in Australia
- National Institute of Circus Arts
- Prahran Mechanics' Institute

## روابط خارجية
- موقع الجامعة